# 10-脱氧梓醇
10-脱氧梓醇是一种有机化合物，化学式为C15H22O9，属于单萜糖苷中的环烯醚萜葡萄糖苷，存在于车前科火曜花属的Gambelia speciosa等植物中。